# Долгий лиман
До́лгий лима́н — лиман в Краснодарском крае России, расположенный в междуречье Кубани и Протоки. Входит в Черноерковскую группу Центральной системы лиманов. Водоём имеет удлинённую форму, за что и получил своё наименование.
Долгий лиман состоит из двух частей, соединённых нешироким проходом. Общая площадь водоёма составляет около 17 км². Лиман осуществляет связь с Глубоким и Мечетным лиманами с помощью гирл.